# Agostino Sbarra
Agostino Sbarra (Lucca, ... – Parigi, 1425) è stato un numismatico italiano.
Maestro  della zecca di Parigi dal 1397, conosciuto con il nome di Augustin Isbarre si occupò dal 1420 di coniare le monete d'oro del Regno di Francia.
Imprigionato poiché accusato di alterazione del titolo delle monete auree, morì in carcere mentre era in attesa del processo.